# Чарлз Баркли
Чарлз Уейд Баркли (на английски: Charles Barkley; р. 20 февруари 1963 г.) е бивш американски баскетболист и настоящ коментатор и анализатор за телевизионната програма „НБА отвътре“ (Inside the NBA).
По време на професионалната си кариера носи прякорите „Чък“, „Сър Чарлз“ и „Облата могила на борбите (The Round Mound of Rebound)“ и успява да изгради реномето на един от най-доминиращите нападатели в НБА. Избран е от Филаделфия 76 под № 5 в драфта на НБА за 1984 г. Пет пъти попада в Първия отбор на НБА за сезона, също пет пъти във Втория и веднъж в Третия. Извоюва 11 участия в Мач на звездите, като през 1991 г. е избран и за най-полезен играч в срещата (MVP). През 1993 г. получава приза за най-полезен играч в НБА за редовния сезон. Взема участие в Олимпийските игри през 1992 г. и 1996 г., където печели два златни медала с американския „Отбор на мечтите“ (Dream Team). Два пъти е приеман в залата на славата на баскетбола (Naismith Memorial Basketball Hall of Fame): през 2006 г. за индивидуалния му принос към играта; и през 2010 г., като участник в „Отбора на мечтите“.
Баркли се радва на сериозна популярност сред медиите и феновете по време на 13-те си сезона в лигата и често се впуска в словесни схватки на и извън игрището. През 1991 г. нарочно наплюва младо момиче, а през 1993 г. заявява, че спортистите не бива да бъдат модели за подражание.
Сравнително нисък за нападател, Баркли използва сила и агресивност, за да се превърне в един от най-успешните борци под коша в НБА. Той е универсален играч, който има отлични способности да вкарва точки, да създава ситуации за отбелязване за съотборниците си, както и да защитава. През 2000 г. слага край на кариерата си като едва четвъртия играч в историята на НБА, който в кариерата си има вкарани 20 000 точки, овладени 10 000 борби и направени 4000 асистенции.
След като спира да се занимава професионално с баскетбол, Баркли започва успешна телевизионна кариера като коментатор в предаване, което отразява на живо и анализира срещите в НБА, по телевизия ТиЕнТи (TNT). Освен това издава няколко книги и демонстрира интерес към политиката. През октомври 2008 г. обявява, че ще се кандидатира за губернатор на Алабама на изборите през 2014 г., но две години по-късно променя мнението си и се отказва.